# 神武
神武（Thần Vũ；1069年七月—1072年正月）是大越国越南李朝聖宗李日尊的第五个年号，共计4年。

## 改元
- 天貺寳象二年——七月，改元神武元年。[1]
- 神武四年——正月庚寅日，李聖宗去世，李仁宗李乾德即位，改元太寧元年。[2][1]

## 纪年對照
| 神武 | 元年    | 2年     | 3年     | 4年     |
| ---- | ------- | ------- | ------- | ------- |
| 公历 | 1069年  | 1070年  | 1071年  | 1072年  |
| 干支 | 己酉    | 庚戌    | 辛亥    | 壬子    |
| 宋   | 熙寧2年 | 熙寧3年 | 熙寧4年 | 熙寧5年 |

## 深入閱讀
- 鄧洪波. . 臺北: 國立臺灣大學東亞經典與文化研究計劃. 2005年3月  [2021-12-03]. ISBN 9789860005189. （原始内容 (pdf)存档于2007-08-25）.

| 前一年號： 天貺寶象 | 越南李朝年号 | 下一年號： 太寧 |